# Накаайи, Халима
Халима Накаайи (англ. Halimah Nakaayi, род. 16 октября 1994 года) — угандийская легкоатлетка, специализируется в беге на средние дистанции. Чемпионка мира 2019 года в беге на 800 метров. Бронзовый призёр Африканских игр 2019 года. Участница летних Олимпийских игр 2016 года.   

## Биография
На летних Олимпийских играх 2016 года в беге на 800 метров стала 17-й, показав время 2.00,63. 
На чемпионате мира 2017 года, в Лондоне, в беге на 800 метров, она заняла итоговое 19-е место и не квалифицировалась в финал. 
На Африканских играх 2019 года, которые состоялись в Рабате, она заняла третье место в беге на 800 метров, став бронзовым призёром соревнований и показав результат 2.03,55.
30 сентября 2019 года Халима Накаайи в Дохе стала чемпионкой мира в беге на 800 метров, показав результат 1.58,04 - это национальный рекорд Уганды. Накаайи стала третьей в истории чемпионкой мира по лёгкой атлетике из Уганды.

## Персональные результаты
| Дисциплина  | Время   | Место    | Дата             |
| ----------- | ------- | -------- | ---------------- |
| 400 метров  | 53,02   | Кампала  | 19 июля 2017     |
| 800 метров  | 1.58,04 | Доха     | 30 сентября 2019 |
| 1000 метров | 2.34,88 | Берлин   | 2 сентября 2018  |
| 1 миля      | 4.50,53 | Роверето | 6 сентября 2016  |